# Piresiella
Piresiella es un género monotípico de plantas herbáceas perteneciente a la familia de las poáceas.  Su única especie: Piresiella strephioides (Griseb.) Judz., Zuloaga & Morrone, es originaria de Cuba.

## Etimología
El nombre del género es un diminutivo de Piresia, un género de la misma familia.

## Sinonimia
- Mniochloa strephioides  (Griseb.) Chase
- Olyra strephioides Griseb.[2]